# Lochmühle (Liebethaler Grund)
Die Lochmühle ist eine im Wesenitztal liegende Mühlenanlage in der Sächsischen Schweiz. Die 1559 erstmals erwähnte Mahlmühle befindet sich am Eingangsbereich zum Liebethaler Grund, einem engen Durchbruchstal der Wesenitz durch den Elbsandstein. Mit Aufkommen des Tourismus in der Sächsischen Schweiz entwickelte sich die Mühle im 19. Jahrhundert zu einem beliebten Gasthaus. Allerdings steht die Anlage seit Anfang der 1990er Jahre leer.

## Geschichte
Die Lochmühle wird urkundlich erstmals 1559 als Mahlmühle erwähnt. Ihr Bau erfolgte vermutlich kurz vorher, denn in der Erwähnung wird gesagt: "Diese Mühl ist noch nicht vollkömmlich erbaut." 1561 ist von der "neuen Mülen unter Milsdorff" die Rede. Ein Felssturz zerstörte 1681 die Mühle, die daraufhin 30 Schritt flussaufwärts neu errichtet wurde.
Der Betrieb der Mühle gestaltete sich schwierig, darauf weisen zahlreiche Besitzerwechsel hin. Allein zwischen 1561 und 1681 sind wenigstens sieben verschiedene Inhaber der Mühle überliefert. Im Gegensatz zu anderen Mühlen in der Sächsischen Schweiz konnte sich ein Familienbetrieb in der Lochmühle nicht etablieren.
Schwierigkeiten beim Betrieb der Mühle ergaben sich insbesondere durch die abseitige Lage im tief und steil eingeschnittenen Tal der Wesenitz. Die buchstäblich „im Loch“ gelegene Mühle war nur zur Fuß über steile Pfade und Treppenanlagen von Mühlsdorf und Daube aus erreichbar. Ein An- und Abtransport per Pferdewagen war lange Zeit nicht möglich. Erst 1799 wurde ein Fahrweg von Mühlsdorf zur Lochmühle angelegt, der aufgrund seiner Steilheit immer noch äußerst schwierig zu passieren war. Die Getreide- und Mehlsäcke wurden auch auf diesem Weg in der Regel nicht per Pferdewagen, sondern auf dem Rücken von Eseln aus dem Tal transportiert. Die enge Lage im Tal ließ für die Müller auch keine Landwirtschaft im Nebenerwerb zu, da Feld- und Wiesenflächen fehlten.
Im Zuge der seit Ende des 18. Jahrhunderts beginnenden touristischen Erschließung der Sächsischen Schweiz stellte die Lochmühle die erste Begegnung der Wanderer mit der wild-romantischen Felsenwelt des Sandsteingebirges dar. Bis zur Fertigstellung der Elbtalbahn (1851) galt die Route von Pillnitz über Graupa und die Lochmühle weiter nach Lohmen und zur Bastei als Hauptzugangsweg in die Sächsische Schweiz.
Der Fremdenverkehr entwickelte sich zu einem lohnenswerten Nebeneinkommen für die „Lochmüller“. Der steile von der Mühle nach Daube führende Stufenweg wurde 1820 durch den Besitzer der Lochmühle ausgebaut. 1841 wurde der im Tal selbst verlaufende Weg von Liebethal zur Lochmühle als Wanderweg angelegt. Dieser Weg wurde 1882 zur nächsten flussaufwärts führenden Mühle, der Daubemühle, verlängert. Damit war das wild-romantische Wesenitztal im Liebethaler Grund für den Fremdenverkehr nun noch attraktiver und besser erlebbar.
Die Lochmühle selbst fiel 1828 einem Feuer zum Opfer, wurde durch den damaligen Besitzer Friedrich August Schreiter aber umgehend durch einen Neubau mit vier Mahlgängen neu errichtet. 1842 erhielt Schreiter die Genehmigung zum Betrieb einer Gastwirtschaft in der Mühle. Zu den Gästen der Mühle zählten auch Maler, Dichter und Komponisten, die den Liebethaler Grund mit der Lochmühle als „westliches Eingangstor“ zur Sächsischen Schweiz passierten. Aus dieser Zeit existieren zahlreiche historische Abbildungen der Lochmühle. Der Weg durch den Grund an der Mühle vorbei und weiter in Richtung Lohmen ist deshalb heute ein Teil des Dichter-Musiker-Maler-Weges sowie des Malerweges.
Im Sommer 1846 weilte Richard Wagner mehrmals in der Lochmühle und komponierte hier Teile der Oper Lohengrin. An Wagners Aufenthalt erinnert das 1933 unweit der Lochmühle errichtete Richard-Wagner-Denkmal. Für dessen Bau stellte der Wirt der Lochmühle das Grundstücke zur Verfügung, da er sich davon eine Steigerung der Gästezahl in der Mühle erhoffte.
Der letzte Lochmüller mit Namen Schmidt verunglückte Silvester 1880 tödlich im Räderwerk seiner Mühle. Danach wurde der Mahlbetrieb eingestellt und die Lochmühle ausschließlich als Gasthaus genutzt. Eine anfängliche Nutzung auch als Beherbergungsstätte konnte sich auf Dauer jedoch nicht etablieren.
1989 sollte die Mühle zu einem Betriebsferienheim mit Gaststätte umgenutzt werden. Die Planungen kamen im Zuge der Wende und des Endes der DDR jedoch nicht mehr zur Umsetzung. Da auch die Nutzung als Gasthaus eingestellt wurde, stand die Mühle seit der Wendezeit leer und verfiel zusehends.
2015 wurden Pläne bekannt, nach denen ein Investor die Sanierung und Integration in einen Hotelneubau plant. Dabei sollen der Hotelneubau auf der Hochfläche über dem Wesenitztal und die Lochmühle mit einem Panoramaaufzug verbunden werden. Im März 2017 begannen Sicherungsarbeiten an der Lochmühle, bei denen zuerst das einsturzgefährdete Dach abgebrochen und durch ein Interimsdach ersetzt wurde.

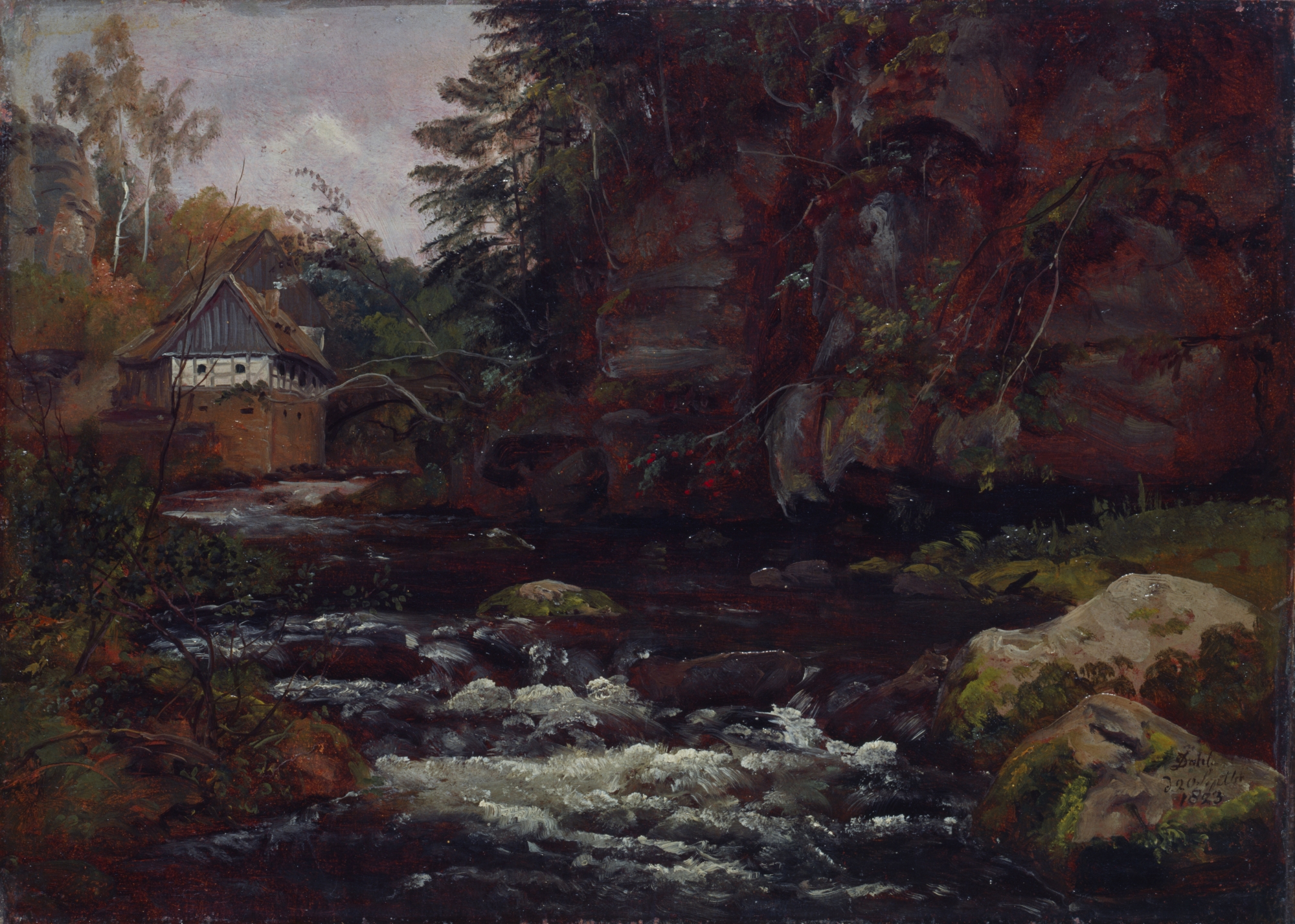
Historische Ansicht von Johan Christian Clausen Dahl (1823)
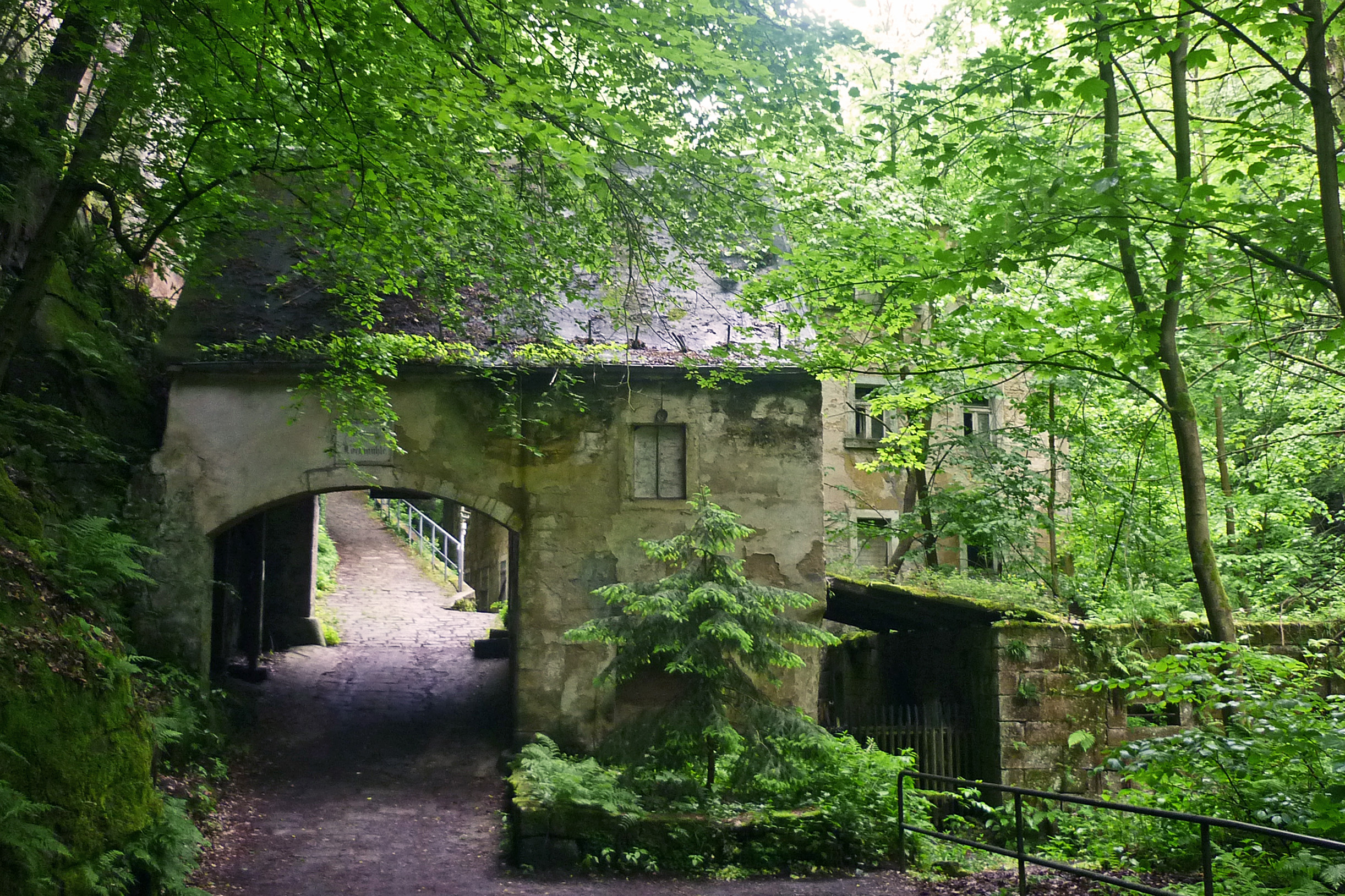
Zugang von Liebethal aus (2013)
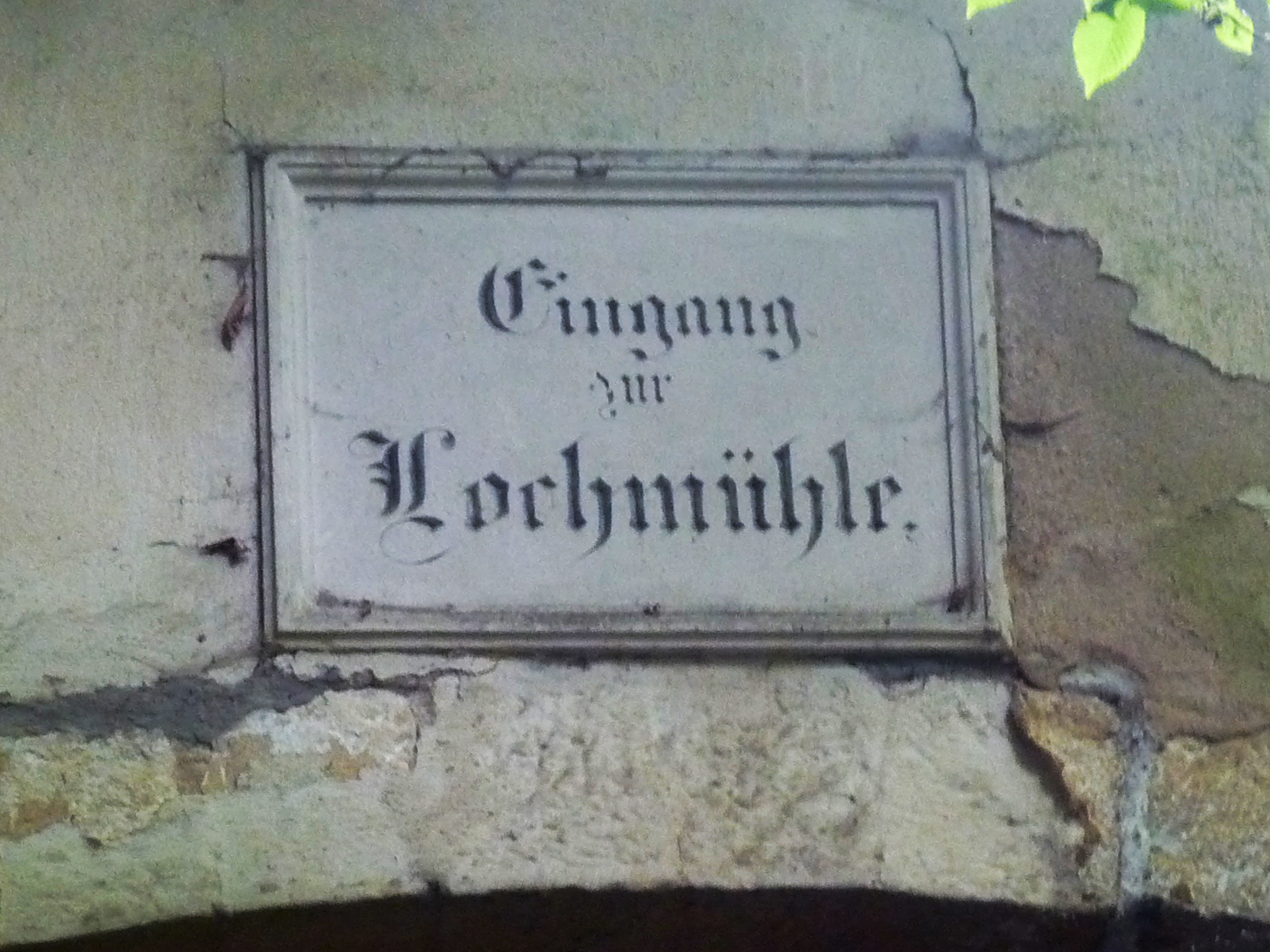
Inschrift am Liebethaler Zugang (2016)
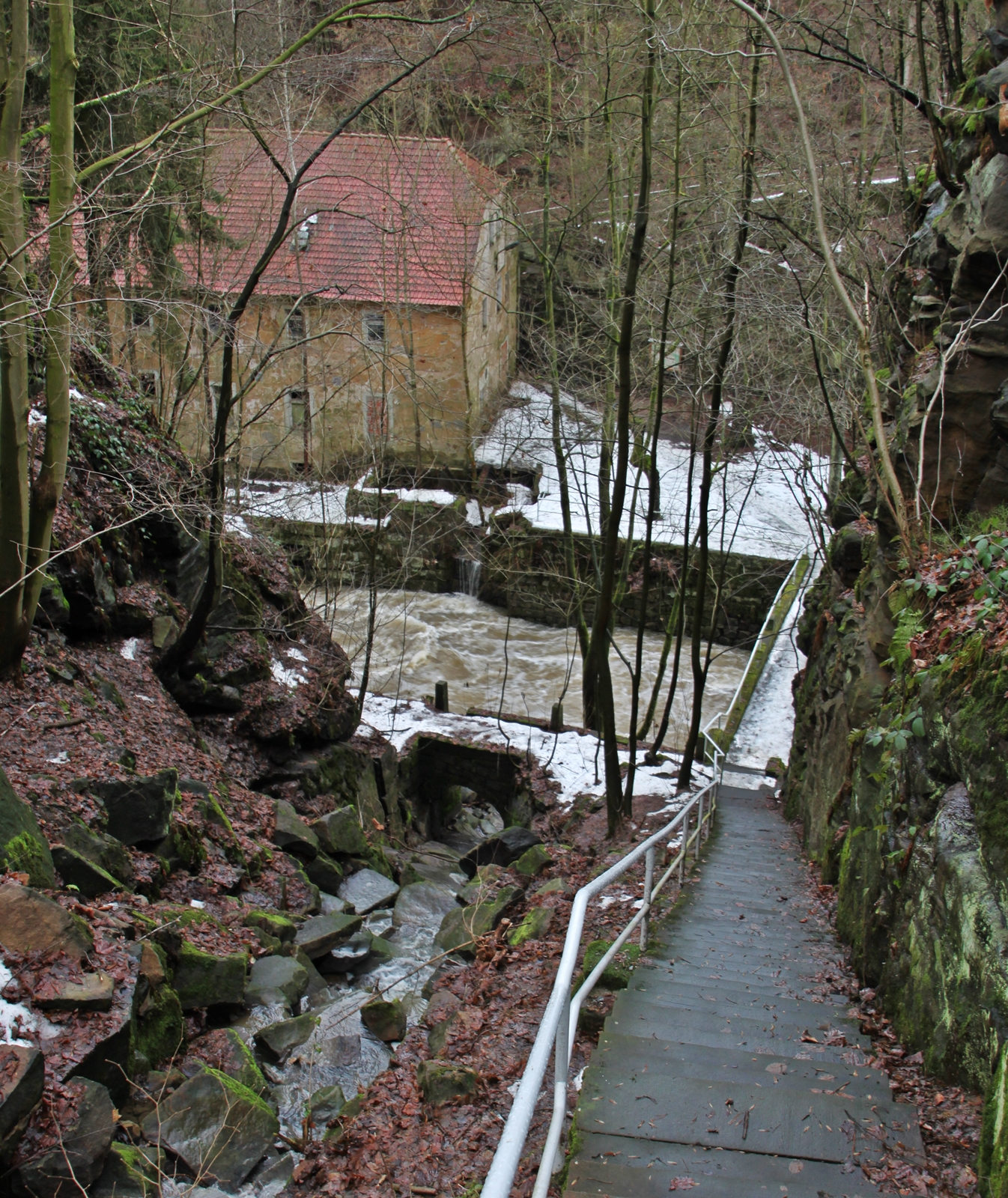
Blick von der nach Daube führenden Treppe zur Lochmühle (2011)
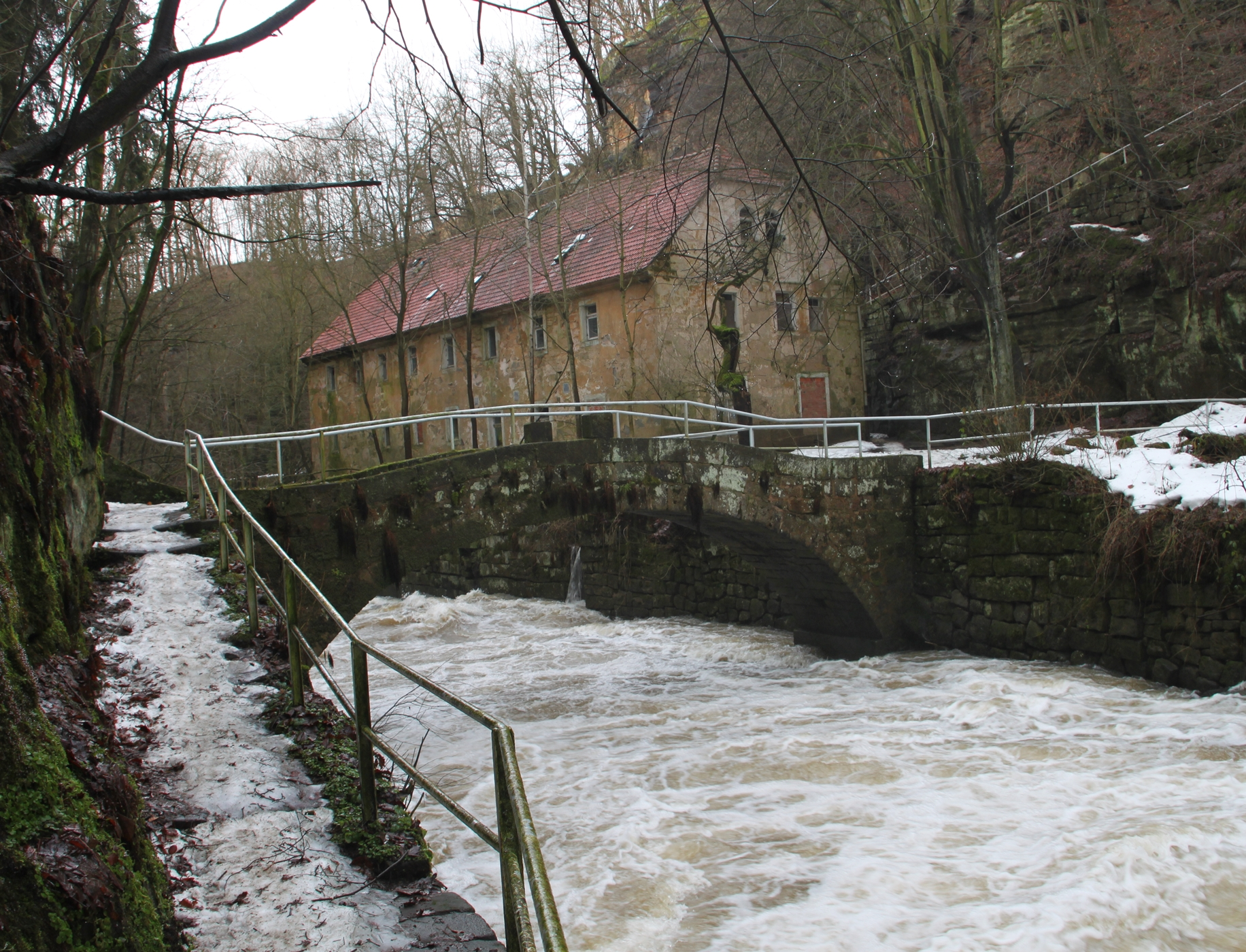
Brücke über die Wesenitz (2011)
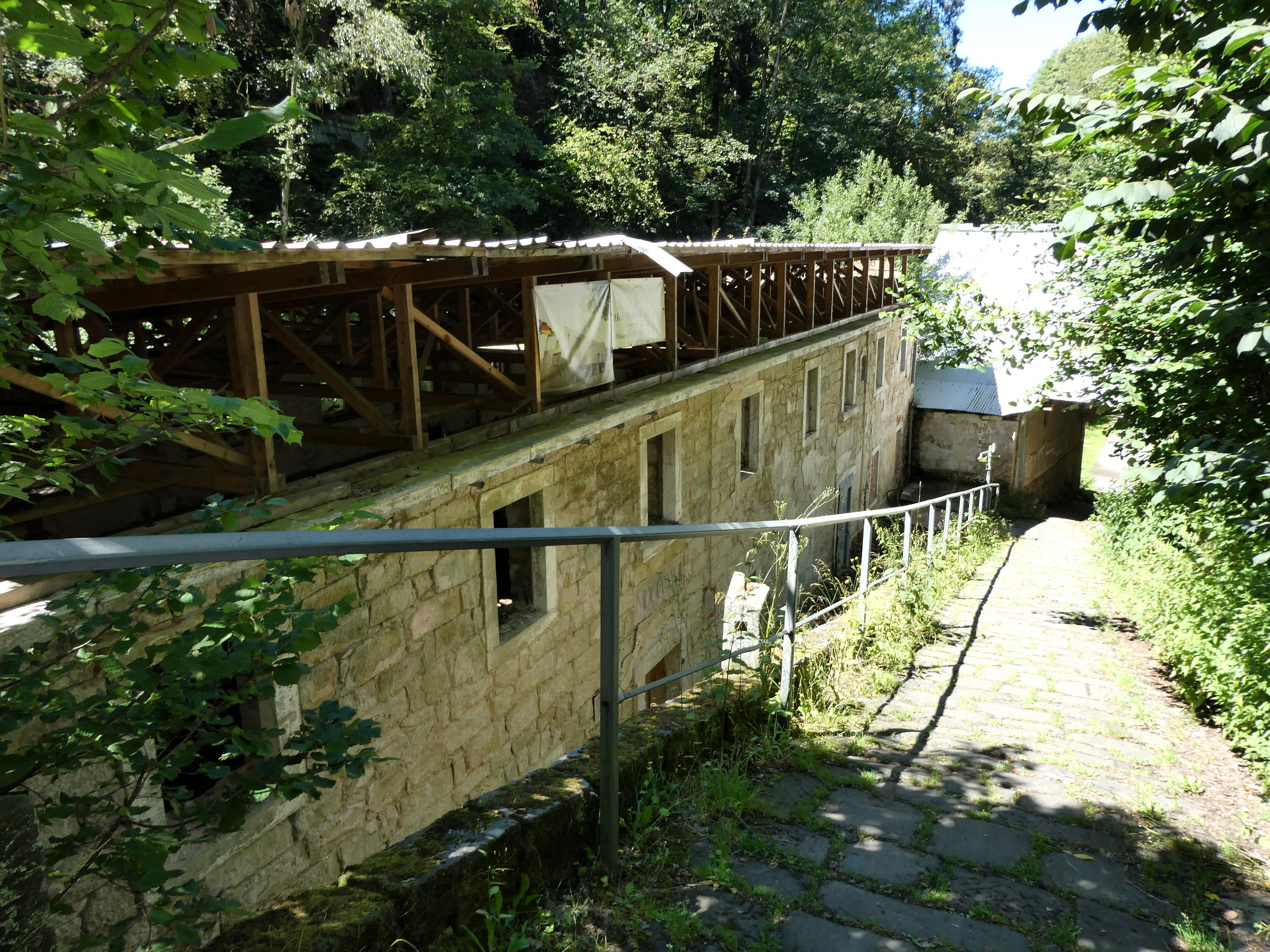
Ruinöser Zustand der ehemaligen Lochmühle 2024
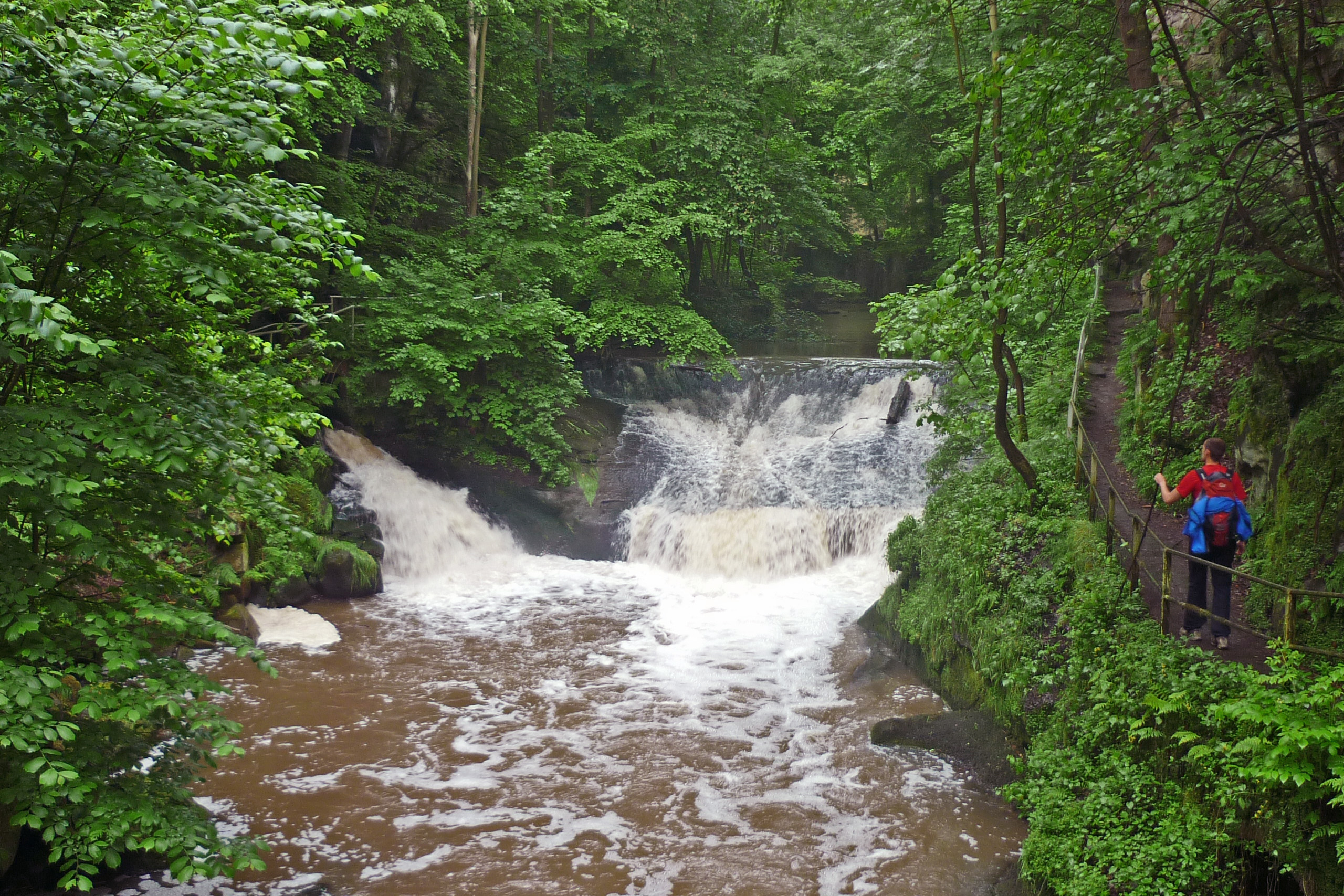
Blick zum Mühlenwehr, rechts die 1882 angelegte Mühlenpromenade in Richtung Daubemühle (2016)
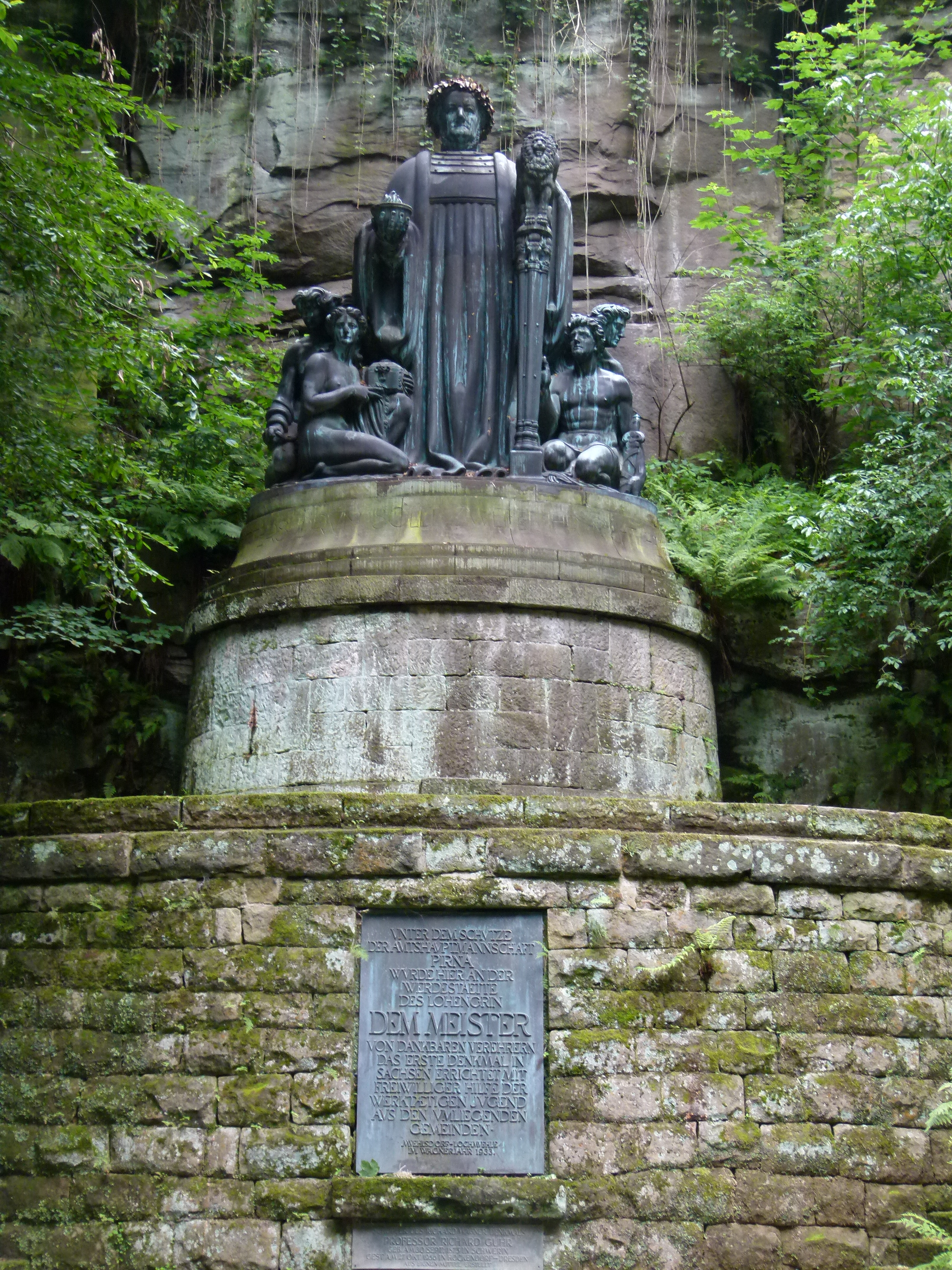
Richard-Wagner-Denkmal unweit der Lochmühle (2013)

## Mühlenbesitzer und -betreiber (unvollständig)
- 1561: Blasius und Valthen Naill
- 1603: Hans Fleck
- 1627: Christoff Michel verkauft die Mühle an Hanns Fleischer
- um 1670: Hanns Pretzschelln
- 1676: Georg Kreußel verkauft die Mühle an Hans Maukisch
- 1681: Ambrosius Maukisch
- 1711: Georg Meschken
- 1722: Christian Großer verkauft die Mühle an Michael Müller
- 1828: Friedrich August Schreiter
- 1854: Friedrich August Schreiter verkauft die Lochmühle an Hr. Schmidt
- 1880: Hr. Schmidt verunglückt im Räderwerk der Mühle, der Mahlbetrieb wird eingestellt und der Gasthofbetrieb durch die Witwe Emilie Schmidt weitergeführt
- 1889: Carl Geisler übernimmt die Mühle
- 1908: Karl Thurecht übernimmt die Mühle
- 1919: H. Staude übernimmt die Mühle

## Zitate
„Man findet hier die Mühle zwischen Felsenwänden hart an der Wesenitz so eingezwängt, daß ihre Grundmauer den Bach hinüber drängt. (...) Doch will man einen wahren fürcherlich schönen Anblick haben, so muß man durch die Mühle gehen, aus welcher man auf eine schmale steinerne Brücke von einem Bogen tritt. Kaum hat man sie betreten, so wird der Blick sogleich linker Hand hingezogen, wo der Bach über das hohe Mühlwehr schäumend herabstürzt (...). Dieses starke Getöse, nebst dem Brausen des an der Mühle herabstürzenden Wasserschutzes, in welches das Klappern der Mühle eintönt; hierzu die schöne Gruppe Bäume gleich über dem Wehre, welche die hinteren Felsen bedecken; die wilden Naturgestalten der Felsen und dann die lange Treppe, welche zwischen ihnen hinauf führt; das immer grüne Moos, welches sich an die Wände schmiegt; der dunklere Farren, welche an ihnen herabhängt; die Bäumchen und Sträucher, welche aus den Ritzen oder von den Höhen der Felsen neugierig herabsehn: dieses Alles zusammengenommen macht eine Wirkung, die man nicht beschreiben kann, und wer möchte sie nicht gern recht lange genießen! - Man wird hier gezwungen, nur zu sehn und zu schweigen.“

„Unterdessen begiebt man sich über Liebethal und Mühlsdorf nach der, in der Tiefe des immer wilder und romantischer sich gestaltenden Thales, gelegenen Lochmühle, die zwischen schroffen, finstern Felswänden eingeklemmt, verlassen und einsam in schauerlicher Enge liegt und deren Wehr, einem natürlichen Catarakt gleich, in diesem engen Thalkessel mit magischer Gewalt auf den Beschauer wirkt. Man begreift nicht recht, auf welchen Wegen die Ab- und Zufuhr zu dieser Mühle geschieht und in der That bedient man sich zur Transportierung auch nur der Esel, die, mit Säcken belanden, die rauhen Gebirgspfade sicher auf- und abwärts steigen.“